# Outerbridge Crossing

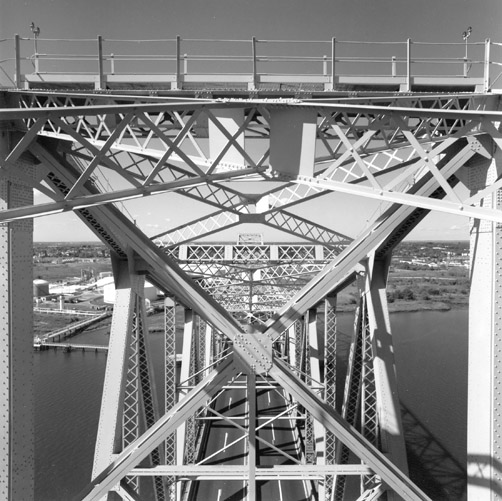
Stahlkonstruktion von Outerbridge Crossing

Outerbridge Crossing ist eine Auslegerbrücke, die den New Yorker Stadtteil Staten Island mit New Jersey verbindet. Neben der Bayonne und der Goethals Bridge ist sie eine von drei Straßenverbindungen von Staten Island nach New Jersey und stellt die Verbindung zwischen dem New Jersey Turnpike (I 95) und dem Garden State Parkway in New Jersey und dem West Shore Expressway auf Staten Island her.
Outerbridge Crossing wird von der Port Authority of New York and New Jersey betrieben, die eine Maut per E-ZPass oder Video (cashless tolling) erhebt; Barzahlung ist nicht mehr möglich.
Outerbridge Crossing ist nach Eugenius H. Outerbridge, dem ersten Vorsitzenden der Port Authority, benannt. Die von Waddell and Hardesty entworfene Brücke war eines der ersten Projekte der Port Authority und wurde am 29. Juni 1928, am gleichen Tag wie die weiter nördlich gelegene, fast baugleiche Goethals Bridge, für den Verkehr freigegeben.
Die Brücke überquert den Arthur Kill, eine Meerenge, die Staten Island vom Festland trennt und ein wichtiger Zugang zum Hafen von New York ist, in einer Höhe von 43,6 m (143 ft). Sie ist 2.682 m lang und 18,9 m breit. Sie hat zwei Fahrstreifen in jeder Fahrtrichtung, die durch eine Betongleitwand voneinander getrennt sind. Es gibt keine Pannenstreifen und keine Gehwege. Die eigentliche Auslegerbrücke ist 640 m (2,100 ft) lang und hat eine 228,6 m (750 ft) weite mittlere Öffnung. Die Schiffsabweiser vor ihren Pfeilern wurden 2019 noch einmal vergrößert.
2023 wurde sie von 15.000.000 Fahrzeugen benutzt.